# Соболевский, Пётр Григорьевич
Пётр Григорьевич Соболевский (1781 (по иным сведениям, 15 (4 по старому стилю) февраля 1782) — 5 ноября (24 октября) 1841) — российский металлург, химик и инженер-конструктор, член-корреспондент Петербургской Академии наук (1830), один из основоположников порошковой металлургии. В 1828 году впервые в истории монетного дела смог наладить чеканку платиновых монет.

## Известные факты из биографии
- Родился в семье ученого-ботаника;
- 1798 год: окончил Петербургский сухопутный кадетский корпус;
- до 1804 года: проходил военную службу;
- до 1809 года: служил в коммерц-коллегии Санкт-Петербурга;
- с 1809 года: работал в Комиссии составления законов;
- декабрь 1811 года — газета Северная почта сообщила об изобретении П. Г. Соболевским совместно с отставным поручиком Огюстом д’Оррером[1] прибора для получения светильного газа, получившего название «термоламп»[2].
- январь 1812 года: был награждён орденом Святого Владимира 4-й степени за попечение и труды, с коими произвел в действие устроение термолампа, доселе в России не существовавшего[3].
- в 1815 году приглашён на Пожевский завод предпринимателя Всеволода Всеволжского, где наладил газовое освещение производственных помещений[2].
- с 1817 года: служил механиком, а затем и управляющем на Камско-Воткинском заводе[4];
- с 1826 года: руководил строительством, а затем управлял соединенной лабораторией Горного кадетского корпуса и департамента горных и соляных дел. Разработал оригинальную технологию получения ковкой платины;
- в 1829 году: внедрил на Монетном дворе метод аффинажа «золотистого серебра».

## Память
В его честь назван минерал соболевскит.

## Сочинения
- Соболевский, П. Г. О способах выделывания стали при Боткинском казенном заводе, «Журнал мануфактур и торговли», 1825, № з—6;
- Соболесвкий, П. Г. Об английском способе выделывания железа посредством самодувных печей и катальных машин // Горный журнал. — СПб., 1825. — Кн. I. — С. 55—82.
- Соболевский, П. Г. Об очищении и обработке сырой платины, «Горный журнал», 1827, кн. 4;
- Соболевский, П. Г. Об успехах обработки платины, 1829, ч. 2, кн. 5;
- Соболевский, П. Г. Известие о платиновом производстве в России, там же; 1835, ч. 1, кн. 3;
- Sobolewskoy P. Ueber das Ausbringen des Platins in Russland, Annalen der Physik und Chemie, 1834 Bd 33, S. 99—109.